# 草茱萸
草茱萸（学名：Cornus canadensis）也称草四照花，为山茱萸科山茱萸屬的一种植物。分布于中国吉林、朝鲜、日本等地。比较稀有。其种加词“canadensis”意为“加拿大的”。